# 7805 Мунз
7805 Мунз (7805 Moons) — астероїд головного поясу, відкритий 17 жовтня 1960 року.
Тіссеранів параметр щодо Юпітера — 3,595.